# Chúc Dung
Chúc Dung (tiếng Trung: 祝融; bính âm: Zhù Róng, [tʂu˥˩ʐʊ̃˧˥]), bản danh là Trọng Lê (chữ Hán: 重黎), là một nhân vật huyền sử sống vào thời đế Cốc Cao Tân thị, theo Sử Ký Tư Mã Thiên - Sở thế gia thì ông là chắt của đế Chuyên Húc và là con trai của Quyển Chương. 

## Công đức
Xưa kia vua Toại Nhân là người dạy dân dùi cây lấy lửa đã mở màn cho nền văn minh Trung Quốc, nhưng suốt mấy ngàn năm sau đó dân gian chỉ dừng lại ở việc dùng lửa để nướng thịt động vật ăn chứ ngoài ra không còn tiết mục gì khác. Trọng Lê sáng tạo ra cách nấu qua vật cách nhiệt như: nồi đất, ấm đất, niêu đất; khiến món ăn có mùi vị và thơm ngon hơn, ông lại nghiên cứu ra các chất để khi cần có lửa ngay mà khỏi phải dùi cây hay mài đá nữa. Ví như ông ép dầu lạc tích trữ làm chất cháy, hoặc chế ra ngọn đuốc để có thể giữ lửa và di chuyển được cơ động trong bóng tối. Nhờ những phát minh trên mà Trọng Lê được đế Cốc biết đến mời vào trong triều đình phong làm quan to giữ chức Hỏa Chính cai quản về việc chế tạo và sản xuất lửa trong thiên hạ với danh hiệu là Chúc Dung (祝融), từ đây nền văn minh Trung Hoa bước sang một kỷ nguyên mới sắc nét hơn và tinh tế hơn.
Sau khi Trọng Lê chết em là Ngô Hồi thay anh tiếp tục giữ chức Hỏa Chính, theo Sơn Hải kinh thì Chúc Dung là một trong những hậu duệ của Thần Nông thị.